# Sphenomorphus transversus
Sphenomorphus transversus es una especie de escincomorfos de la familia Scincidae.

## Distribución geográfica
Es endémica de la isla Bougainville (Papúa Nueva Guinea).